# Kami-Ōoka (metropolitana di Yokohama)
Kami-Ōoka (上大岡駅?, Kami-Ōoka-eki) è una fermata metropolitana situata nell'area sud di Yokohama, città capoluogo della prefettura di Kanagawa. Si trova nel quartiere di Kōnan-ku, ed è servita dalla linea blu della metropolitana di Yokohama, mentre in superficie è presente l'omonima stazione ferroviaria della linea principale delle Ferrovie Keikyū.
Con un traffico passeggeri di circa 140.000 al giorno per la linea Keikyū e 35.000 al giorno per la metropolitana, rappresenta una fra le più trafficate stazioni della città, e la principale del sud cittadino.

## Storia
La fermata aprì nel 1972, e dal 2012 è coperta da connessione Wi-Fi installata dalla NTTdocomo.

## Struttura
La stazione si trova sottoterra e leggermente a ovest rispetto a quella delle ferrovie Keikyū, con un'uscita verso la stazione Keikyū e una verso il terminal autobus extraurbano. L'uscita sud ospita un monumento raffigurante una tartaruga azzurra in ricordo della costruzione della linea.
I binari sono due, passanti, con una banchina a isola centrale in sotterranea.
| 1 | Linea blu |  | per Totsuka e Shōnandai             |
| 2 | Linea blu |  | per Yokohama, Center-Kita e Azamino |

## Stazioni adiacenti
| «         | Servizio  | »          |
| Linea Blu | Linea Blu | Linea Blu  |
| --------- | --------- | ---------- |
| Gumyōji   | -         | Kōnan-Chūō |